# 조선민주주의인민공화국 여자 아이스하키 국가대표팀
조선민주주의인민공화국 여자 아이스하키 국가대표팀(문화어: 조선민주주의인민공화국 여자 빙상호케이 국가종합팀)은 조선민주주의인민공화국을 대표하여 국제 대회에 참가하는 여자 아이스하키 국가대표팀이다.

## 역사
1999년에 처음으로 국제 경기에 참가했다. 최고 랭킹은 2003년에 13위까지 올라갔으며 2018년 동계 올림픽에 대한민국 여자 아이스하키 국가대표팀과 단일팀을 구성하여 참가했다.

## 대회 기록

### 세계 선수권 대회
- 2001: 12위(디비전I 4위)
- 2003: 14위(디비전I 6위)
- 2004: 15위(디비전I 15위)
- 2005: 18위(디비전II 4위)
- 2007: 18위(디비전II 3위)
- 2008: 18위(디비전II 3위)
- 2009: 17위(디비전II 2위)
- 2011: 기권
- 2012: 21위(디비전IIA 1위)
- 2013: 17위(디비전IB 3위)
- 2014: 19위(디비전IB 5위)
- 2015: 20위(디비전IB 6위)
- 2016: 24위(디비전IIA 4위)
- 2017: 24위(디비전IIA 4위)
- 2018: 24위(디비전IIA 3위)
- 2019: 27위(디비전IIA 5위)
- 2020: 코로나 범유행으로 대회 취소
- 2021: 코로나 범유행으로 대회 취소
- 2022: 기권
- 2023: 기권

### 아시안 게임
- 2003: 4위
- 2007: 4위
- 2011: 4위